# Qingpu
Qingpú (en chino, 青浦; pinyin, Qīngpǔ; literalmente, ‘bahía Joven’) es un distrito del municipio de Shanghái, China. Qingpú se encuentra cerca del lago de agua dulce de Shanghái, el lago Dianshan, que abastece a toda la ciudad. Qingpú toma su nombre del río Huangpu por su cercanía, por eso tiene una de las zonas más ricas en agua y la agricultura más desarrollada de la región. La población de Qingpú (a finales de 2010) era de 456 834 habitantes y tiene una superficie total de 675,11 km².
Qingpu está situado en los suburbios occidentales de Shanghái, es adyacente a Jiangsu y Zhejiang. 

## Administración
El distrito de Qingpú se divide en 8 poblados y 3 subdistritos.
- Subdistrito Xiayang (夏阳街道)
- Subdistrito Yingpu (盈浦街道)
- Subdistrito Xianghuaqiao (香花桥街道)
- Poblado Zhaoxiang (赵巷镇)
- Poblado Xujing (徐泾镇)
- Poblado Huaxin (华新镇)
- Poblado Chonggu (重固镇)
- Poblado Baihe (白鹤镇)
- Poblado Zhujiajiao (朱家角镇)
- Poblado Liantang (练塘镇)
- Poblado Jinze (金泽镇)

## Clima
| Parámetros climáticos promedio de Qingpú (1971-2000) | Parámetros climáticos promedio de Qingpú (1971-2000) | Parámetros climáticos promedio de Qingpú (1971-2000) | Parámetros climáticos promedio de Qingpú (1971-2000) | Parámetros climáticos promedio de Qingpú (1971-2000) | Parámetros climáticos promedio de Qingpú (1971-2000) | Parámetros climáticos promedio de Qingpú (1971-2000) | Parámetros climáticos promedio de Qingpú (1971-2000) | Parámetros climáticos promedio de Qingpú (1971-2000) | Parámetros climáticos promedio de Qingpú (1971-2000) | Parámetros climáticos promedio de Qingpú (1971-2000) | Parámetros climáticos promedio de Qingpú (1971-2000) | Parámetros climáticos promedio de Qingpú (1971-2000) | Parámetros climáticos promedio de Qingpú (1971-2000) |
| Mes                                                  | Ene.                                                 | Feb.                                                 | Mar.                                                 | Abr.                                                 | May.                                                 | Jun.                                                 | Jul.                                                 | Ago.                                                 | Sep.                                                 | Oct.                                                 | Nov.                                                 | Dic.                                                 | Anual                                                |
| ---------------------------------------------------- | ---------------------------------------------------- | ---------------------------------------------------- | ---------------------------------------------------- | ---------------------------------------------------- | ---------------------------------------------------- | ---------------------------------------------------- | ---------------------------------------------------- | ---------------------------------------------------- | ---------------------------------------------------- | ---------------------------------------------------- | ---------------------------------------------------- | ---------------------------------------------------- | ---------------------------------------------------- |
| Temp. máx. media (°C)                                | 8.1                                                  | 9.2                                                  | 12.8                                                 | 19.1                                                 | 24.1                                                 | 27.6                                                 | 31.8                                                 | 31.3                                                 | 27.2                                                 | 22.6                                                 | 17.0                                                 | 11.1                                                 | 20.2                                                 |
| Temp. mín. media (°C)                                | 1.1                                                  | 2.2                                                  | 5.6                                                  | 10.9                                                 | 16.1                                                 | 20.8                                                 | 25.0                                                 | 24.9                                                 | 20.6                                                 | 15.1                                                 | 9.0                                                  | 3.0                                                  | 12.9                                                 |
| Precipitación total (mm)                             | 50.6                                                 | 56.8                                                 | 98.8                                                 | 89.3                                                 | 102.3                                                | 169.6                                                | 156.3                                                | 157.9                                                | 137.3                                                | 62.5                                                 | 46.2                                                 | 37.1                                                 | 1164.5                                               |
| Días de precipitaciones (≥ 1 mm)                     | 9.7                                                  | 10.3                                                 | 13.9                                                 | 12.7                                                 | 12.1                                                 | 14.4                                                 | 12.0                                                 | 11.3                                                 | 11.0                                                 | 8.1                                                  | 7.0                                                  | 6.5                                                  | 129                                                  |
| Horas de sol                                         | 123.0                                                | 115.7                                                | 126.0                                                | 156.1                                                | 173.5                                                | 147.6                                                | 217.8                                                | 220.8                                                | 158.9                                                | 160.8                                                | 146.6                                                | 147.7                                                | 1894.5                                               |
| Humedad relativa (%)                                 | 75                                                   | 74                                                   | 76                                                   | 76                                                   | 76                                                   | 82                                                   | 82                                                   | 81                                                   | 78                                                   | 75                                                   | 74                                                   | 73                                                   | 76.8                                                 |
| Fuente: 中国气象局 17 de marzo de 2009               |                                                      |                                                      |                                                      |                                                      |                                                      |                                                      |                                                      |                                                      |                                                      |                                                      |                                                      |                                                      |                                                      |